# 梅利莎·杰斐逊
梅利莎·杰斐逊，OLY（2001年2月21日—），美国女子田径运动员，主攻短跑，2022年世界田径锦标赛女子4×100米接力金牌得主、2023年世界田径锦标赛女子4×100米接力金牌得主。